# 瓦利古里
50°3′58″N 25°26′51″E / 50.06611°N 25.44750°E
瓦利古里（烏克蘭語：Валігури），是烏克蘭的村落，位於該國西部捷爾諾波爾州，由克列梅涅茨區負責管轄，始建於1480年，面積0.89平方公里，2001年人口226，人口密度每平方公里254.5人。